# Nowgardan
Nowgardan (persiska: نوگردن) är en ort i Iran.   Den ligger i provinsen Mazandaran, i den norra delen av landet, 110 km nordost om huvudstaden Teheran. Nowgardan ligger 189 meter över havet och antalet invånare är 381.
Terrängen runt Nowgardan är kuperad söderut, men norrut är den platt. Terrängen runt Nowgardan sluttar norrut.Runt Nowgardan är det ganska tätbefolkat, med 149 invånare per kvadratkilometer. Närmaste större samhälle är Āmol, 7,0 km norr om Nowgardan. I omgivningarna runt Nowgardan växer i huvudsak blandskog.